# 피기 테일즈
《피기 테일즈》는 앵그리버드를 원작으로 하는 애니메이션이다. 2014년 4월 11일, MBC를 포함한 전 세계에서 첫 방영되었다. 2019년 5월 30일까지, 시즌 4 기준으로 총 122회까지 제작 및 방영이 완료되었다.